# Cristofer Soto
Cristofer Soto Gonzales (Lima, Provincia de Lima, Perú, 6 de enero de 1990) es un futbolista peruano. Juega como extremo y su equipo actual es Sport Bolognesi de la Liga 3 de Perú. Tiene 35 años.

## Trayectoria
Se formó en las divisiones menores del Club Alianza Lima, equipo con el que debutó en Primera División el 17 de febrero de 2008. Aquel día, por la primera fecha del Torneo Apertura, reemplazó a Reimond Manco en el encuentro disputado en Huaraz ante el Sport Ancash, el cual finalizaría con derrota aliancista por 1-0.
Al año siguiente, fue cedido a préstamo al Colegio Nacional de Iquitos por toda la temporada 2009. Anotó su primer gol en la máxima categoría el 1 de marzo de 2009 frente al Sport Huancayo en Iquitos. Dicho encuentro lo ganó el CNI por 2-0, siendo el segundo gol obra de Soto tras rematar desde unos 40 metros. En agosto de 2013, se confirma su incorporación al Club Universidad Técnica de Cajamarca.

## Clubes
| Club                      | País | Año       |
| ------------------------- | ---- | --------- |
| Alianza Lima              | Perú | 2007-2008 |
| CNI                       | Perú | 2009      |
| Alianza Lima              | Perú | 2010-2012 |
| Universidad de San Martín | Perú | 2012-2013 |
| UTC de Cajamarca          | Perú | 2013      |
| Unión Huaral              | Perú | 2014      |
| León de Huánuco           | Perú | 2014      |
| Inti Gas                  | Perú | 2015      |
| Comerciantes Unidos       | Perú | 2016      |
| Cienciano                 | Perú | 2017      |
| Unión Huaral              | Perú | 2018      |
| Sport Chavelines          | Perú | 2019      |
| El Diamante               | Perú | 2023      |
| Scratch FC                | Perú | 2024      |
| Sport Bolognesi           | Perú | 2025 -    |

### Estadísticas
| Club                   | Temporada | Primera División | Primera División | Libertadores | Libertadores | Sudamericana | Sudamericana |
| Club                   | Temporada | Partidos         | Goles            | Partidos     | Goles        | Partidos     | Goles        |
| ---------------------- | --------- | ---------------- | ---------------- | ------------ | ------------ | ------------ | ------------ |
| Alianza Lima           | 2008      | 1                | 0                | —            | —            | —            | —            |
| CNI                    | 2009      | 30               | 7                | —            | —            | —            | —            |
| Alianza Lima           | 2010      | 18               | 6                | 0            | 0            | —            | —            |
| Alianza Lima           | 2011      | 13               | 2                | 1            | 0            | —            | —            |
| Alianza Lima           | 2012      | 8                | 0                | 4            | 0            | —            | —            |
| Universidad San Martín | 2012      | 9                | 1                | —            | —            | 2            | 0            |
| Universidad San Martín | 2013      | 6                | 0                | —            | —            | —            | —            |
| UTC de Cajamarca       | 2013      | 4                | 0                | —            | —            | —            | —            |
| Unión Huaral           | 2014      | 9                | 1                | —            | —            | —            | —            |
| León de Huánuco        | 2014      | 5                | 0                | —            | —            | —            | —            |
| Inti Gas               | 2015      | 24               | 5                | —            | —            | —            | —            |
| Comerciantes Unidos    | 2016      | 3                | 1                | —            | —            | —            | —            |
| Cienciano              | 2017      | 8                | 1                | —            | —            | —            | —            |
| Unión Huaral           | 2018      | 15               | 8                | —            | —            | —            | —            |
| Total                  | Total     | 138              | 32               | 5            | 0            | 2            | 0            |

- Datos actualizados al 8 de abril de 2018.

## Palmarés

### Distinciones individuales
| Distinción                                        | Año  |
| ------------------------------------------------- | ---- |
| Goleador de la Copa Libertadores Sub-20 (4 goles) | 2011 |